# Aharon Kotler
Aharon Kotler (1891-1962) fue un rabino ortodoxo en Lituania y más tarde en los Estados Unidos, donde fundó la yeshivá Beth Medrash Govoha en Lakewood, Nueva Jersey.

## Biografía

### Primeros años
Kotler nació en Śvisłač, Imperio Ruso (ahora Bielorrusia) en 1891. Quedó huérfano a la edad de 10 años y fue criado por su tío, un rabino en Minsk. Estudió en la Yeshivá de Slabodka en Lituania con Nosson Tzvi Finkel. Después de aprender allí, se unió a su suegro, el rabino Isser Zalman Meltzer, para dirigir la yeshivá de Slutsk.

### Segunda Guerra Mundial y emigración a los Estados Unidos
Después de la Primera Guerra Mundial, la yeshivá se mudó de Slutsk a Kletsk en Bielorrusia. Con el estallido de la Segunda Guerra Mundial, Kotler y la yeshivá se trasladaron a Vilna, entonces el refugio principal de la mayoría de las yeshivás de las áreas ocupadas. Según se informa, Kotler alentó a los estudiantes de la yeshivá a permanecer en Vilna a pesar de la llegada de los nazis.
La mayoría de sus estudiantes fueron asesinados por los nazis. Algunos de ellos escaparon China. Kotler fue traído a Estados Unidos en 1941 por la organización de rescate Vaad Hatzalah, y dirigió la organización durante el Holocausto. Al principio, se estableció en el Upper West Side de Manhattan en la Ciudad de Nueva York, y en 1949 se mudó a Boro Park en Brooklyn.
En 1943 Kotler fundó la yeshivá Beth Medrash Govoha en Lakewood, Nueva Jersey. Le sucedió su hijo, Shneur Kotler, como jefe de la yeshivá. Kotler ayudó a establecer la organización educacional Chinuch Atzmai, un sistema de escuelas religiosas independientes de Israel, y fue el presidente del consejo Moetzes Gedolei HaTorah (consejo de Sabios de la Torá) de la organización World Agudath Israel. Kotler presidió el consejo de administración rabínica de la organización educativa Torah Umesorah, y estuvo en la presidencia de la organización Agudas HaRabbonim de Estados Unidos y Canadá.
Tras la muerte de su suegro, Zalman Meltzer, Kotler heredó su posición como jefe de la Yeshivá Etz Chaim de Jerusalén. En un arreglo inusual, él mantuvo esta posición mientras continuaba viviendo en los Estados Unidos, y seguía visitando Jerusalén ocasionalmente.

### Muerte
El Rabino Kotler murió en Nueva York el 29 de noviembre de 1962. Su funeral reunió a 25.000 personas.[cita requerida]